# Bloc Nacional Sirià
El Bloc Nacional (àrab: الكتلة الوطنية, al-Kutla al-Waṭaniyya; francès: Bloc national) va ser un partit polític sirià nacionalista, que va sorgir per lluitar per la independència de Síria durant el període de mandat francès.

## Història
El partit va ser creat després d'una conferència nacional el 1928, per Ibrahim Hananu. No es tractava d'una estructura de partit sinó una coalició de partits hostils a la presència francesa a Síria. El Bloc fou liderat per notables conservadors, propietaris de terres, comerciants, advocats, etc. Aquesta coalició va recollir les cinquanta famílies més riques i poderoses de Síria.
La implicació política d'aquestes persones destacades en la lluita per la independència era una reminiscència de la lluita política duta a terme en la seva joventut contra l'Imperi Otomà. El Bloc Nacional no tenia ideologia precisa, ni una agenda social i econòmica. L'objectiu principal que va impulsar el moviment endavant va ser restaurar la independència de Síria a través de la diplomàcia i accions no-violentes.

## Llegat
La plena independència de Síria la va aconseguir el Bloc Nacional el 1946, moment en què el partit no va poder suportar rivalitats personals i regionals. El partit es va dissoldre l'any 1947 i es va dividir en dues parts: el Partit Nacional, amb seu a Damasc, i el Partit del Poble, basat a Alep. Mentre que el Partit Popular va ser favorable als interessos dels haiximites de Jordània i l'Iraq, el Partit Nacional es va oposar a ells. Ambdues parts van ser actors importants en la política siriana fins al cop d'estat de 1963 que va portar al poder al partit Baas i va conduir a la majoria de partits polítics a la clandestinitat. Després de la Primavera de Damasc, es va especular que aquests partits podien ser reviscuts. Amb l'inici de la Guerra Civil Siriana, va aparèixer un nou Bloc Nacional reivindicant l'herència del partit original.

## Referèncoes
1. ↑  Sami, Moubayed «Syria's Ba'athists loosen the reins». Asia Times Online [[[Hong Kong]]], 26-04-2005 [Consulta: 5 abril 2010]. Arxivat 13 de juliol 2011 at Archive-It «Còpia arxivada». Arxivat de l'original el 2011-07-13. [Consulta: 20 abril 2021].
2. ↑  «National Bloc Facebook page».